# Gmina Progër
Gmina Progër (alb. Komuna Progër) – gmina położona we wschodniej części Albanii. Administracyjnie należy do okręgu Devoll w obwodzie Korcza. W 2011 roku populacja gminy wynosiła 3 988 osób, 2 029 kobiet oraz 1 959 mężczyzn, z czego Albańczycy stanowili 92,35% mieszkańców. 
W skład gminy wchodzi osiem miejscowości: Progër, Cangonj, Pilur, Bickë, Vranisht, Shyec, Mançurisht, Rakickë.